# Necydalis insulicola
Necydalis insulicola är en skalbaggsart som beskrevs av Fisher 1936. Necydalis insulicola ingår i släktet stekelbockar, och familjen långhorningar. Inga underarter finns listade i Catalogue of Life.